# Knoxville (Illinois)
Knoxville è un comune degli Stati Uniti d'America, situato in Illinois, nella Contea di Knox.